# Dacus pusillus
Dacus pusillus är en tvåvingeart som först beskrevs av May 1965.  Dacus pusillus ingår i släktet Dacus och familjen borrflugor. Inga underarter finns listade i Catalogue of Life.